# Ludowy Front Wyzwolenia Palestyny
Ludowy Front Wyzwolenia Palestyny (arab. ‏الجبهة الشعبية لتحرير فلسطين‎, trb. Al-Dżabha asz-Sza'bijja li-Tahrir Filastin) – palestyńska lewicowa organizacja polityczno-wojskowa.
Zbrojnym skrzydłem grupy są Brygady im. Abu Alego Mustafy. Organem LFWP jest pismo „Al-Hadaf” („Cel”).

## Historia

### Utworzenie organizacji

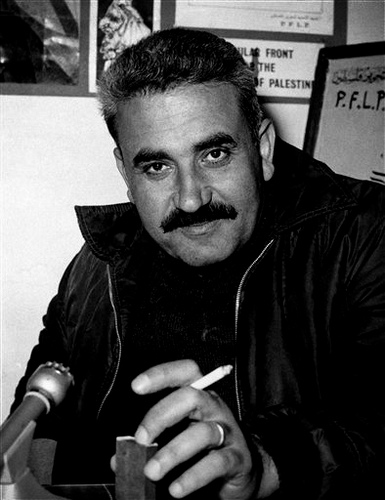
George Habasz w 1969

Utworzony został 11 grudnia 1967 roku z połączenia kilku lewicowych i nacjonalistycznych grup palestyńskich. W skład nowo powstałej organizacji weszły:
- Arabski Ruch Narodowy Georgesa Habasza i Wadi Haddada,
- Palestyński Front Wyzwolenia Ahmada Dżibrila,
- grupa naserystów Ahmeda Zaarura,
- Bohaterowie Powrotu (w literaturze spotyka się też nazwę Ruch Powrotu) Wajiha Al-Madaniego,
- Organizacja Młodzieży Zemsty.

Największą rolę w sformowaniu Ludowego Frontu miał Arabski Ruch Narodowy, a Habasz został przywódcą i głównym ideologiem formacji.
Pierwotną siedzibą LFWP była Syria. Na początku 1968 roku kierownictwo formacji popadło w konflikt z baasistowską administracją kraju. Rząd Syrii podejrzewał grupę Habasza o chęć przeprowadzenia w kraju zamachu stanu, w konsekwencji polityk został aresztowany 19 marca tego samego roku. Na czas pobytu Habasza w więzieniu władzę w partii czasowo objęli Dżibril i Zaarur. Pobyt Habasza w więzieniu wykorzystała też partyjna lewica z Najifem Hawatimem na czele. W kwietniu 1968 roku Hawatima zwołał konferencję, na której skrytykował prezydenta Gamala Abdela Nasera, doprowadzając tym samym do wstrzymania egipskiej pomocy dla LFWP. W listopadzie 1968 roku Habasz zbiegł z więzienia, a siedzibę LFWP przeniesiono do Jordanii.

### Działalność w Jordanii i wewnętrzne rozłamy

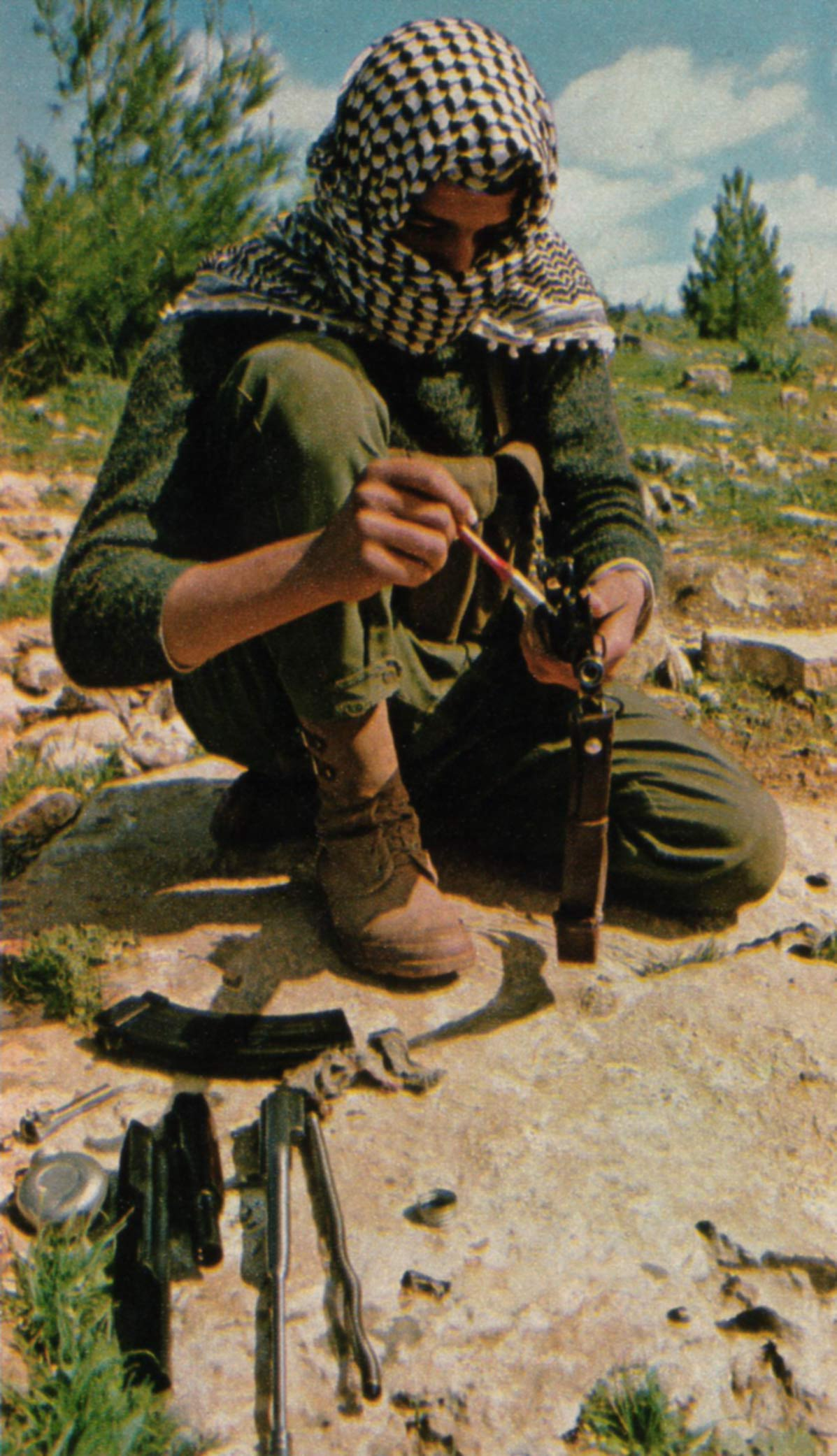
Partyzant LFWP w 1969 roku

W Jordanii Ludowy Front sformował antyizraelską partyzantkę, w której działalność licznie włączyli się ochotnicy z wielu państw arabskich. Przy partii utworzono także militarną organizację młodzieżową „Młode Lwy“. Jeszcze w 1968 roku partyzanci sięgnęli po terroryzm międzynarodowy obejmujący m.in. porwania samolotów pasażerskich i zapraszali terrorystów z całego świata na szkolenia, jakie odbywały się w bazach fedainów. Intensywna działalność skutkowała dużym poparciem dla LFWP w obozach dla uchodźców palestyńskich.
Porażką wizerunkową i wstrząsem wewnętrznym okazała się dla grupy bitwa o Al-Karamę, w której trakcie oddziały partii uciekły przed napierającymi Siłami Obronnymi Izraela.
W maju 1968 roku został włączony do Palestyńskiej Rady Narodowej pełniącej funkcję palestyńskiego parlamentu.
W lipcu 1968 roku odbył się Zjazd Ludowego Frontu, na którym uznano marksizm za platformę ideową ruchu. W październiku 1968 roku z organizacji wystąpili Dżibril i Zaarur, którzy utworzyli odrębny Ludowy Front Wyzwolenia Palestyny – Główne Dowództwo. Rozłamowe ugrupowanie opowiadało się za działaniami zbrojnymi bez formułowania ideologii, widoczna w nim była także niechęć do marksizmu. Grupa wyprowadzona przez Dżibrila stanowiła 25% ogółu członków LFWP.
Na początku 1969 roku odbył się I Kongres LFWP, na którym oficjalnie przyjęto doktrynę leninizmu, a za priorytet uznano walkę o niepodległość Palestyny. Według założeń LFWP wolność Palestyńczycy osiągnąć mogli wyłącznie poprzez wojnę partyzancką. Wśród haseł przedstawionych na kongresie znalazł się również postulat walki z „reakcyjnymi reżimami arabskimi”. Formację zreorganizowano na wzór partii komunistycznej: utworzono stanowisko sekretarza generalnego, które objął Habasz oraz wybrano członków Komitetu Centralnego i Biura Politycznego.
W lutym 1969 roku z LFWP wyłamała się frakcja lewicowa Najifa Hawatima. Rozłamowcy utworzyli Ludowo-Demokratyczny Front Wyzwolenia Palestyny (od 1974 roku pod nazwą Demokratyczny Front Wyzwolenia Palestyny). Secesjoniści głosili hasła maoizmu oraz oskarżali kierownictwo Ludowego Frontu o zbytnią uległość wobec rządów państw arabskich.
W 1970 roku miejsce miało 220 operacji partyzanckich LFWP na Terytoriach Okupowanych, co stanowiło apogeum zbrojnej działalności organizacji. W tym czasie intensywnością działań partyzanckich Ludowy Front ustępował wyłącznie Fatahowi Jasira Arafata.
W maju 1970 roku grupa weszła w skład Organizacji Wyzwolenia Palestyny.

### Od Czarnego Września do porozumień w Oslo
We wrześniu 1970 roku oddziały partyzanckie LFWP przystąpiły do palestyńskiej wojny z jordańskim rządem (Czarny Wrzesień). Konflikt zakończył się porażką Palestyńczyków, a LFWP wycofał się do Libanu, skąd kontynuował zbrojną działalność. Związana z LFWP grupa „Czerwone Orły” przeprowadziła szereg akcji terrorystycznych w Europie.
W 1972 roku grupa secesjonistów z LFWP powołała Ludowo-Rewolucyjny Front Wyzwolenia Palestyny. Grupa zrzeszała 150 najbardziej radykalnych działaczy LFWP i pragnęła zemsty na Jordanii za klęskę OWP w trakcie Czarnego Września.
We wrześniu 1974 roku z inicjatywy LFWP w Bagdadzie sformowana została palestyńska koalicja Front Odmowy. Frakcje wchodzące w skład koalicji odrzucały możliwość kompromisu z Izraelem oraz głosiły lewicowe i nacjonalistyczne hasła. Oprócz LFWP do Frontu Odmowy weszły grupy takie jak: Arabski Front Wyzwolenia, Front Wyzwolenia Palestyny, Palestyński Ludowy Front Walki i Ludowy Front Wyzwolenia Palestyny – Główne Dowództwo. Na krótko przed sformowaniem koalicji, Ludowy Front wycofał swoich przedstawicieli z Komitetu Wykonawczego OWP (pozostając przy tym formalnie częścią OWP), oskarżając Arafata o porzucenie dążeń do zniszczenia Izraela.
W 1975 roku LFWP zaangażował się w libańską wojnę domową. W konflikcie popierał libańską lewicę zrzeszoną w Libańskim Ruchu Narodowym. Wraz z wybuchem wojny Ludowy Front ograniczył działalność terrorystyczną w wymiarze międzynarodowym, niemniej jednak pojedyncze ataki na zagraniczne cele przeprowadzał jeszcze w latach 80.. W 1976 roku oddziały fedainów LFWP starły się z interweniującymi w Libanie Siłami Zbrojnymi Syrii.
W 1981 roku przedstawiciele partii ponownie zasiedli w Komitecie Wykonawczym OWP.
W 1982 roku po pokonaniu OWP przez Izrael w wyniku operacji „Pokój dla Galilei”, Ludowy Front ewakuował swoje struktury do Syrii.
W połowie lat 80. odżył konflikt pomiędzy LFWP a kierownictwem OWP. Partia krytykowała apele Jasira Arafata i króla Jordanii Husajna ibn Talala do zajęcia wspólnych pozycji w negocjacjach z Izraelem. W 1985 roku LFWP współtworzył w Damaszku koalicję Palestyński Front Ocalenia Narodowego. Koalicja zajmowała stanowisko prosyryjskie oraz niechętne wobec Arafata i OWP. Oprócz LFWP do prosyryjskiego sojuszu dołączyły As-Sa’ika, Fatah al-Intifada, jeden z odłamów Frontu Wyzwolenia Palestyny, LFWP – Główne Dowództwo i Palestyński Ludowy Front Walki.
Pod koniec lat 80. ruch odegrał ważną rolę w pierwszej intifadzie. W kolejnych latach jego pozycja uległa jednak osłabieniu, związane to było z rozpadem Związku Radzieckiego i niepopularnością idei marksistowskich.
W styczniu 1992 roku organizacja ponownie wycofała swoich przedstawicieli z Komitetu Wykonawczego OWP.

### Od czasu porozumień w Oslo
LFWP w 1993 roku potępił porozumienia z Oslo, a w 1994 roku jordańsko-izraelski traktat pokojowy.
W latach 1993–1998 przynależał do Połączonych Sił Palestyńskich, będących koalicją przeciwników porozumienia z Oslo. Wchodząc do koalicji, Ludowy Front ustalił również bojkot instytucji OWP, przez co w 1996 roku partia zabroniła swoim członkom startować w wyborach do Palestyńskiej Rady Legislacyjnej.
W sierpniu 1999 roku na spotkaniu w Kairze, kierownictwo LFWP pojednało się z Jasirem Arafatem, co umożliwiło przeniesienie siedziby Ludowego Frontu z Damaszku do Ramallahu na Zachodnim Brzegu.
W maju 2000 roku Habasz ze względów zdrowotnych, ustąpił ze stanowiska sekretarza generalnego LFWP. Jego następcą został Abu Ali Mustafa (właściwie Mustafa Ali Kasam Zabri), który zginął, gdy 22 sierpnia 2001 roku izraelski helikopter odpalił trzy rakiety w jego biuro w Ramallah. Na cześć zabitego polityka zbrojne skrzydło Ludowego Frontu przemianowane zostało na Brygady im. Abu Alego Mustafy. Kolejnym sekretarzem generalnym partii został Ahmad Sa’adat.
Po wybuchu intifady Al-Aksa jego członkowie weszli do koalicji Palestyńskie Siły Narodowe i Islamskie, która koordynowała działalność ruchu oporu. W trakcie powstania prowadził wzmożoną działalność terrorystyczną, obejmująca między innymi zamachy samobójcze. W efekcie, w październiku 2001 roku władze Autonomii Palestyńskiej zdelegalizowały Brygady im. Abu Alego Mustafy.
Ludowy Front nie wystawił kandydata w wyborach prezydenckich w Autonomii Palestyńskiej w styczniu 2005 roku, wezwał jednak do głosowania na Mustafę al-Barghusiego. Jego członkowie wystartowali natomiast w wyborach lokalnych w Strefie Gazy i na Zachodnim Brzegu, uzyskując poparcie rzędu 2–3%. W wyborach parlamentarnych w styczniu 2006 roku wystartował pod nazwą lista „Męczennik Abu Ali Mustafa“, zdobywając 4,25% głosów, wprowadził trzech kandydatów do Rady Legislacyjnej. Wśród nowo obranych parlamentarzystów znalazł się Sa’adat. Polityk w marcu tego samego roku został uprowadzony przez Izraelczyków, a następnie skazany na 30 lat pozbawienia wolności za dowodzenie „nielegalną organizacją terrorystyczną”. Ludowy Front nie wybrał nowego sekretarza generalnego, a Sa’adat formalnie zachował swoje stanowisko w partii.
W latach 2008–2009 w trakcie operacji „Płynny Ołów” jego bojownicy uczestniczyli w walkach z izraelską armią w Strefie Gazy.
W listopadzie 2012 roku Brygady im. Abu Alego Mustafy ponownie starły się z izraelskimi wojskami w Strefie Gazy w trakcie operacji „Filar Obrony”.
Latem 2014 roku organizacja po raz kolejny skonfrontowała się z izraelskimi oddziałami w Strefie Gazy podczas operacji „Ochronny Brzeg”.
Podczas wojny w Strefie Gazy fedaini Ludowego Frontu walczyli m.in. pod Chan Junus, a także w Dżabaliji. LFWP wezwał ludzi na całym świecie do aktywnego okazywania poparcia dla Palestyny i uczestnictwa w akcjach protestu.

## Wybrane zamachy terrorystyczne przeprowadzone przez grupę
- 22 lipca 1968 roku terroryści uprowadzili lecący z Rzymu do Tel Awiwu samolot izraelskich linii lotniczych El Al. Napastnicy skierowali samolot do Algieru, gdzie rozpoczęli negocjacje z rządem Izraela. Ludowy Front zgodził się wypuścić wszystkich zakładników, w zamian za zwolnienie grupy więźniów palestyńskich[13].
- 26 grudnia 1968 roku napastnicy ostrzelali samolot linii El Al w Atenach. W ataku zginęła jedna osoba, dwie zostały ranne, a samolot został ciężko uszkodzony[13].
- 20 lutego 1969 roku LFWP zdetonował bombę w jerozolimskim supermarkecie. Zginęło dwóch Izraelczyków, a 20 innych zostało rannych[13].
- 18 lipca 1969 roku przeprowadził serię zamachów na sklepy żydowskie w Londynie[7].
- 29 sierpnia 1969 roku bojownicy porwali lecący z Rzymu do Aten samolot amerykańskiej linii Trans World Airlines, napastnicy skierowali go do Damaszku, gdzie uległ zniszczeniu[13].
- 9 września 1969 roku aktywiści LFWP i „Młodych Lwów“ wrzucili granaty do izraelskich ambasad w Holandii i RFN oraz do biura linii El Al w Belgii[7].

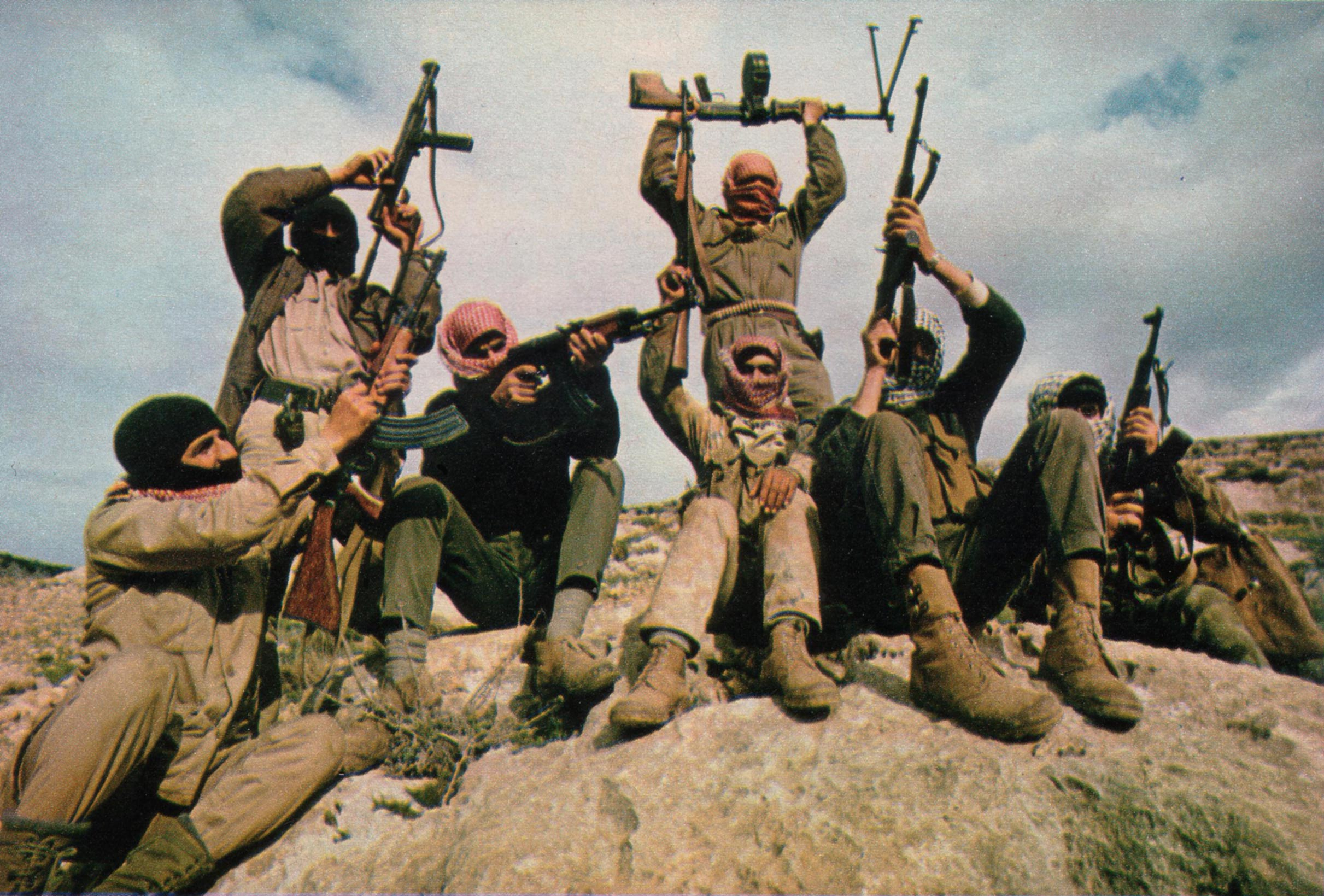
Oddział fedainów Ludowego Frontu w 1969 roku

- 21 grudnia 1969 roku trzech Palestyńczyków zostało zatrzymanych przez ateńską policję. Aresztowani usiłowali dostać się do samolotu linii Trans World Airlines. Palestyńczycy posiadali przy sobie broń, granaty oraz deklarację twierdzącą, że samolot został porwany w imieniu Ludowego Frontu[37].
- 18 lutego 1970 roku fedaini wdali się w strzelaninę z ochroną w samolocie linii El Al na lotnisku w Zurychu. Zginął pilot i jeden z terrorystów, drugi pilot został ranny[13][27].
- 1 września 1970 roku bojownicy przeprowadzili nieudany zamach na króla Jordanii Husajna ibn Talala[38].
- 6 września 1970 roku LFWP uprowadził trzy samoloty pasażerskie. Jeden z nich został skierowany do Kairu, gdzie został zniszczony, pozostałe trafiły na lotnisko Dawson’s Field w Jordanii. Trzy dni później terroryści porwali kolejny samolot, który również trafił do Dawson’s Field. 12 września terroryści wysadzili wszystkie trzy samoloty znajdujące się w Dawson’s Field. Niemal wszyscy pasażerowie zostali wypuszczeni na wolność, w niewoli pozostali jedynie amerykańscy Żydzi i obywatele Izraela. Zwolniono ich w zamian za zwolnienie Palestyńczyków z europejskich więzień[38][27].
- 22 lutego 1972 rok fedaini uprowadzili samolot linii Lufthansa lecący z Nowego Delhi do Aten. Załoga samolotu zmuszona została do lądowania w Jemenie[27].
- W maju 1972 roku trzech terrorystów z Japońskiej Armii Czerwonej zaatakowało port lotniczy Ben Guriona w Izraelu. W ataku zginęło 28 osób, w tym dwóch terrorystów[39]. Ludowy Front przyznał się do przeszkolenia komanda odpowiedzialnego za masakrę[40].
- 4 kwietnia 1973 roku bojownicy usiłowali wysadzić samolot linii El Al na lotnisku w Rzymie[27].
- Wadi Haddad zlecił terroryście „Szakalowi” zamach na szczyt OPEC w Wiedniu w grudniu 1975 roku. W 1976 roku polityk został za to usunięty z kierownictwa Ludowego Frontu[21].
- 27 czerwca 1976 roku LFWP wraz z Komórkami Rewolucyjnymi uprowadził w Paryżu samolot linii Air France, terroryści zmusili pilotów do lądowania w Entebbe. Zakładnikami byli pasażerowie pochodzenia żydowskiego. Odbili ich izraelscy komandosi (operacja Entebbe), zabijając przy tym wszystkich porywaczy[21][27].
- W październiku 1977 roku czteroosobowe komando LFWP porwało samolot Lufthansy „Landshut” i skierowało go do Mogadiszu. W trakcie porwania jeden z członków załogi został zastrzelony przez terrorystów. Napastnicy zażądali od rządu Niemiec Zachodnich zwolnienia więzionych członków Frakcji Czerwonej Armii. W nocy z 17 na 18 października jednostka GSG 9 odbiła zakładników, zabijając przy tym trójkę napastników[41].
- 20 maja 1978 roku terroryści usiłowali przeprowadzić zamach na pasażerów samolotu linii El Al na lotnisku w Paryżu[27].
- 28 października 1991 roku bojownicy LFWP i Palestyńskiego Islamskiego Dżihadu zaatakowali izraelski autobus na Zachodnim Brzegu. W ataku zginęły dwie osoby, a trzy zostały ranne[27].
- W październiku 2001 roku Brygady im. Abu Alego Mustafy przyznały się do zabicia izraelskiego ministra Rechawama Ze’ewiego[26][40].
- 16 lutego 2002 roku terrorysta-samobójca zdetonował na sobie ładunek wybuchowy w pizzerii w mieście Karne Szomeron. W zamachu zginęło trzech Izraleczyków, a 30 zostało rannych[40].
- 19 maja 2002 roku terrorysta-samobójca zdetonował na sobie ładunek wybuchowy, zabił trzech Izraelczyków i ranił około 60 innych. Zamach zorganizowany został w mieście Netanja[40].
- 20 czerwca 2002 roku bojownicy wkroczyli do Itamar, gdzie zabili pięciu Izraelczyków, a ośmiu ranili[40].

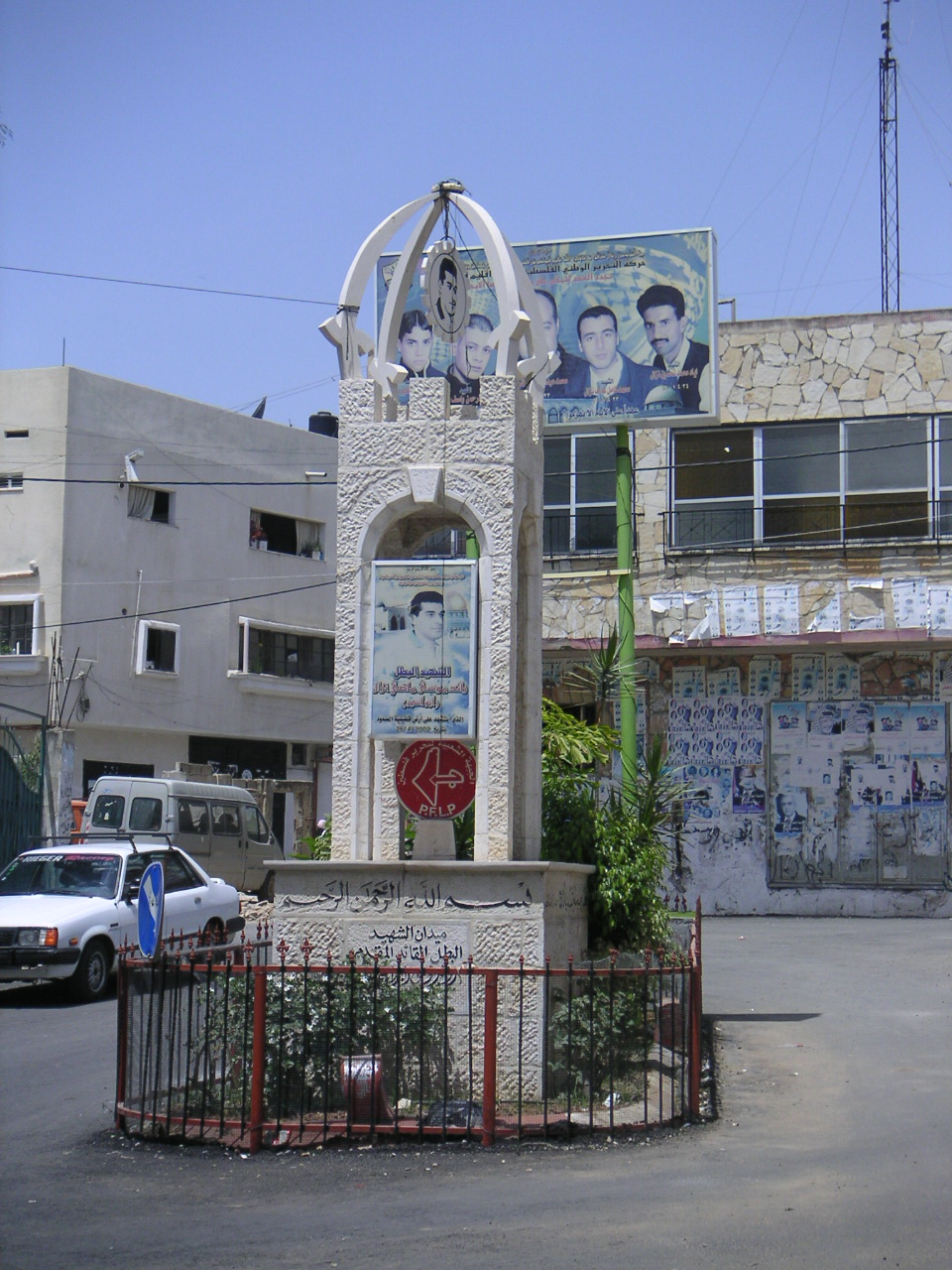
Pomnik upamiętniający męczenników LFWP w mieście Kalkilja

- 25 grudnia 2003 roku terrorysta-samobójca zdetonował na sobie ładunek wybuchowy, zabijając czterech Izraelczyków i raniąc ponad 20 innych. Atak miał miejsce w Geha[40].
- W listopadzie 2014 roku dwóch sympatyków Ludowego Frontu napadło na synagogę w Zachodniej Jerozolimie, gdzie zasztyletowało czterech rabinów. Zamachowcy zostali zastrzeleni przez policjantów[1][26].

## Relacje z zagranicznymi grupami zbrojnymi
Internacjonalistyczne postrzeganie walki o niepodległość Palestyny umożliwiły organizacji utworzenie szerokiej sieci kontaktów międzynarodowych. Ludowy Front współpracował z ugrupowaniami takimi jak: Czerwone Brygady, ETA, Frakcja Czerwonej Armii, Hezbollah, Komórki Rewolucyjne, Organizacja na rzecz Arabskiej Walki Zbrojnej, Japońska Armia Czerwona, Ormiańska Tajna Armia Wyzwolenia Armenii i Pierwsza Linia, Prowizoryczna Irlandzka Armia Republikańska i Turecka Ludowa Armia Wyzwoleńcza.

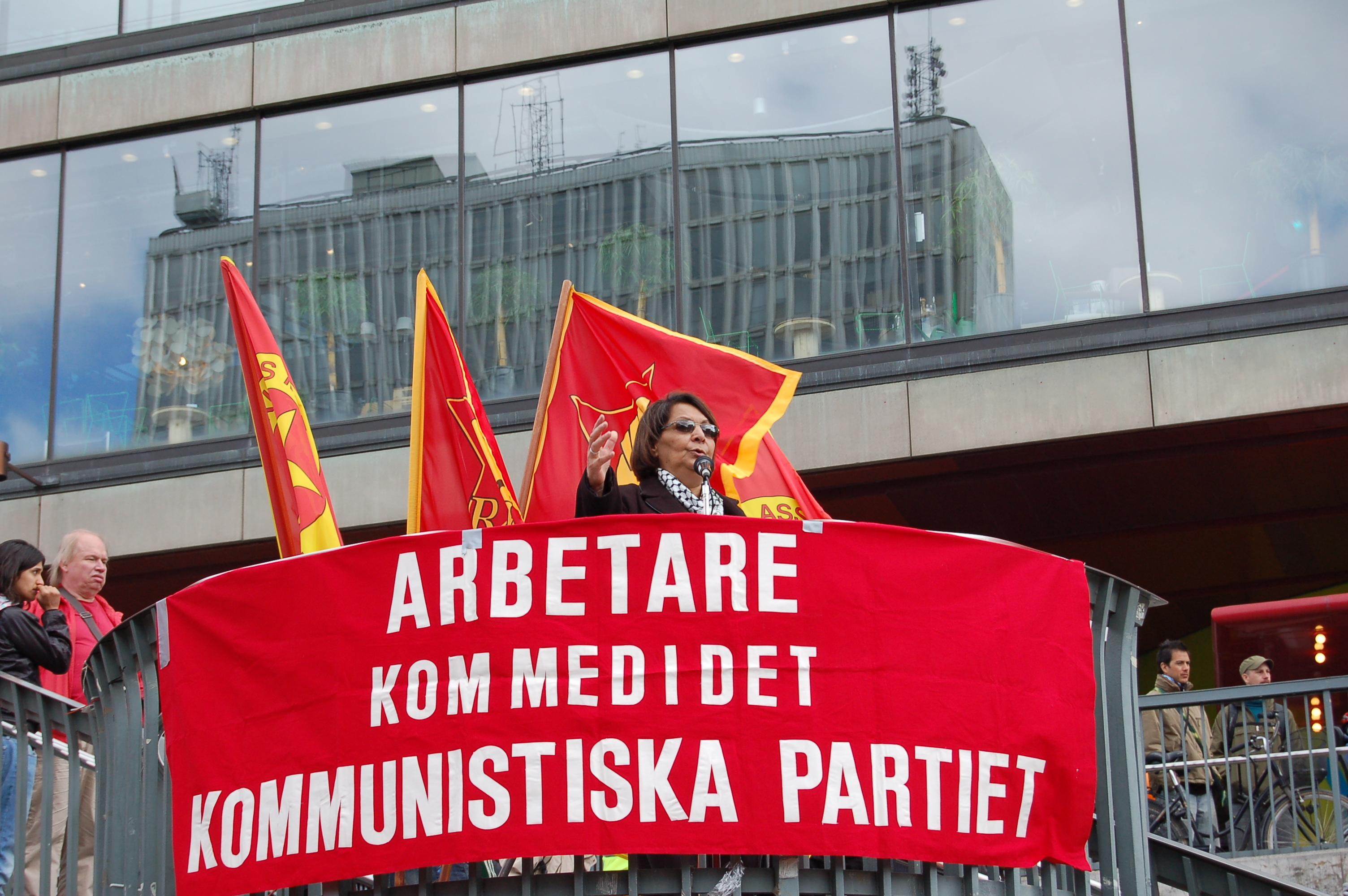
Aktywistka Ludowego Frontu, Lajla Chalid na wiecu politycznym w Sztokholmie (2016)

## Wsparcie zagraniczne
Współcześnie wspierany jest przez Iran i Syrię. W przeszłości mógł też liczyć na pomoc Chińskiej Republiki Ludowej, Egiptu, Korei Północnej, Jemenu Południowego, Libii i Związku Radzieckiego.

## Liczebność
Liczba członków Ludowego Frontu kształtowała się następującą:
- początek 1969 roku: 200–500[48]
- październik 1970 roku: 1000[48]
- sierpień 1970 roku: 4000[6]
- grudzień 1984 roku: 1500–2000[49]
- grudzień 1987 roku: 1500–2000[50]
- początek XXI wieku: 800–1000[40][11][51]

## Ideologia
Wyznaje poglądy marksistowsko-leninowskie i nacjonalistyczne, deklaruje świeckość, dawniej w jego programie widoczne były wpływy maoizmu.
Głównym celem Ludowego Frontu jest niepodległa Palestyny w historycznych granicach ze stolicą w Jerozolimie, likwidacja Izraela jako państwa oraz prawo uchodźców palestyńskich do powrotu. Wedle własnych deklaracji państwo palestyńskie miałoby być demokratyczne, pluralistyczne, świeckie, nieseksistowskie i gwarantujące pełną ochronę praw człowieka bez względu na przynależność rasową, religijną czy płeć. Drugorzędnym celem LFWP jest obalenie konserwatywnych monarchii arabskich.
Walkę o niepodległość Palestyny widzi w kategoriach walki zbrojnej, postrzeganej jako część światowej rewolucji proletariackiej.

## Jako organizacja terrorystyczna
Figuruje na listach organizacji terrorystycznych Departamentu Stanu USA, Kanady, Izraela i Unii Europejskiej.